# Rivière à Pressé
Pour les articles homonymes, voir Pressé.
La rivière à Pressé est un affluent du lac Montbeillard, coulant dans la ville de Rouyn-Noranda, dans la région administrative de l’Abitibi-Témiscamingue, au Québec, au Canada.
La foresterie et l’agriculture s’avèrent les principales activités économiques du secteur ; les activités récréotouristiques arrivent en troisième.
Annuellement, la surface de la rivière est généralement gelée de la mi-novembre à la fin avril, néanmoins, la période de circulation sécuritaire sur la glace est habituellement de la mi-décembre à la mi-avril.

## Géographie
Les bassins versants voisins de la rivière à Pressé sont :
- côté nord : rivière Beauchastel, lac Beauchastel, rivière Kinojévis ;
- côté est : rivière Kinojévis, rivière Bellecombe, lac Bellecombe ;
- côté sud : rivière Beauchastel, lac Provancher, lac Barrière ;
- côté ouest : lac Opasatica, lac Montbeillard, rivière Granville.

La rivière à Pressé prend sa source d’un petit lac en zone forestière à une altitude de 329 m. L’embouchure de ce petit lac est situé à :
- 4,1 km à l'est de l’embouchure de la rivière à Pressé ;
- 9,3 km au sud-est de la confluence de la rivière Beauchastel et du lac Beauchastel ;
- 19,6 km au sud du centre-ville de Rouyn-Noranda ;
- 15,6 km à l'est du lac Opasatica ;
- 13,4 km au sud-est de la confluence de la rivière Beauchastel et de la rivière Kinojévis[2].

À partir de l’embouchure du petit lac de tête, la « rivière à Pressé » coule sur 12,7 km en zone de marais et en zone forestière selon les segments suivants :
- 2,2 km vers l’ouest, en formant d’abord un crochet vers le sud et en traversant une zone de marais en fin de segment, jusqu’à l’embouchure d’un petit lac (altitude : 312 m) ;
- 4,1 km vers le nord, jusqu’à un coude de rivière ;
- 6,3 km vers le sud-ouest en traversant une zone de marais, jusqu’à son embouchure[3].

L’embouchure de la rivière à Pressé se situe à :
- 15,9 km au sud-ouest de la confluence de la rivière Beauchastel et de la rivière Kinojévis ;
- 10,9 km à l’est du lac Opasatica ;
- 18,0 km au sud du centre-ville de Rouyn-Noranda ;
- 54,3 km au nord-ouest de la confluence de la rivière Kinojévis et la rivière des Outaouais.

La rivière à Pressé se déverse sur la rive est du lac Montbeillard, dans une baie (altitude : 271 m). À partir de cette embouchure, le courant coule vers le nord sur 3,5 km en traversant ce lac et en passant à côté de l’île Moly. Le courant continue jusqu’à la rive sud du lac Beauchastel où il coule vers l’est, puis se déverse dans le lac Bruyère avant d’atteindre le lac Kinojévis lequel est traversé par la rivière Kinojévis, un affluent de la rive nord de la rivière des Outaouais.

## Toponymie
Le toponyme rivière à Pressé a été officialisé le 11 mai 1976 à la Commission de toponymie du Québec.